# Jagdstaffel 57
Jagdstaffel 57 – Königlich Preußische Jagdstaffel Nr. 57 – Jasta 57 jednostka lotnictwa niemieckiego Luftstreitkräfte z okresu I wojny światowej.

## Informacje ogólne
Jednostka została utworzona w szkole pilotów i obserwatorów w Królewcu 6 stycznia 1918 roku. Bardzo szybko, bo już 19 stycznia została skierowana na front pod dowództwo 6 Armii i 24 została ulokowana na lotnisku w Wasquehal. Pierwszym dowódcą jednostki został podporucznik Paul Strähle z Jagdstaffel 18. Jednostka została przydzielona do Jagdgruppe Nord, w której skład wchodziły wówczas Jagdstaffel 18 i Jagdstaffel 46 dowodzonej przez Rudolfa Bertholda. Pierwsze loty bojowe jednostka wykonała 26 lutego, a pierwsze zwycięstwo dla eskadry odniósł 11 marca podporucznik Hans Vieberg.
23 kwietnia jednostka została przeniesiona pod dowództwo 4 Armii, a 6 czerwca 1918 roku do 2 Armii i przydzielona do Jagdgruppe 7 (Jagdstaffel 28, Jagdstaffel 33, Jasta 57) pod dowództwem Emila Thuya. Razem z grupą została następnie przydzielona najpierw do 18 Armii, a w lipcu do 1 Armii.
Jednostka używała między innymi samolotów: Albatros D.III, Fokker D.VII.
Jasta 57 w całym okresie wojny odniosła ponad 32 zwycięstw nad nieprzyjacielem. W okresie od stycznia 1918 do listopada 1918 roku jej straty wynosiły 4 zabity w walce, 4 rannych w wypadkach lotniczych oraz jeden w niewoli.
W Eskadrze służyło 3 asów myśliwskich:
Paul Strähle (8), Johannes Jensen (5), Hans Viebig (4).

## Dowódcy Eskadry
| Stopień   | Nazwisko     | Okres                  |
| --------- | ------------ | ---------------------- |
| Porucznik | Paul Strähle | 6.01.1918 – 11.11.1918 |